# Bamba (miasto)
Bamba – miasto w Mali, w regionie Gao. Położone jest nad brzegiem Nigru 190 km od Timbuktu i 230 km od Gao.